# كيغان هال
كيغان هال (بالإنجليزية: Keegan Hall)‏ هو فنان أمريكي، ولد في 16 مايو 1981 في سياتل في الولايات المتحدة.